# Evlinge en Ramsdalen
Evlinge en Ramsdalen (Zweeds: Evlinge och Ramsdalen) is een småort in de gemeente Värmdö in het landschap Uppland en de provincie Stockholms län in Zweden. Het småort heeft 73 inwoners (2005) en een oppervlakte van 40 hectare. Eigenlijk bestaat het småort uit twee plaatsen: Evlinge en Ramsdalen. De plaats ligt op het in de Oostzee gelegen eiland Ingarö en grenst zelf ook direct aan een baai van de Oostzee, het eiland waar de plaats op ligt is via bruggen met het vasteland verbonden. De directe omgeving van de plaats bestaat uit zowel landbouwgrond en bos als rotsen.